# Suong
Suong là thị xã tỉnh lị của tỉnh Tbong Khmum ở Campuchia,
Thị xã nằm dọc theo đường AH7 nối đến biên giới Việt Nam, là địa điểm có nhiều tiềm năng phát triển thương mại nông sản và với Việt Nam.